# Ternstroemia africana
Ternstroemia africana är en tvåhjärtbladig växtart som beskrevs av Melch. Ternstroemia africana ingår i släktet Ternstroemia och familjen Pentaphylacaceae. Inga underarter finns listade i Catalogue of Life.